# Brevitrichia coquilletti
Brevitrichia coquilletti är en tvåvingeart som beskrevs av Kelsey 1969. Brevitrichia coquilletti ingår i släktet Brevitrichia och familjen fönsterflugor.
Artens utbredningsområde är Kalifornien. Inga underarter finns listade i Catalogue of Life.